# 王宝雨
王宝雨（1970年6月—），中华人民共和国政治人物，生于天津市，中国共产党员。曾任北辰区区长、天津市委农办主任，市农业农村委主任、津南区委书记，现任天津市人民政府副市长。